# Poinçon-lès-Larrey
Poinçon-lès-Larrey é uma comuna francesa na região administrativa da Borgonha-Franco-Condado, no departamento de Côte-d'Or. Estende-se por uma área de 10,47 km². Em 2010 a comuna tinha 195 habitantes (densidade: 18,6 hab./km²).